# Welyka Kamjanka (Dorf)
Welyka Kamjanka (ukrainisch Велика Кам'янка; russisch Великая Каменка Welikaja Kamenka, polnisch Kamionki Wielkie) ist ein Dorf in der ukrainischen Oblast Iwano-Frankiwsk mit etwa 2300 Einwohnern (2001).
Das erstmals 1416 schriftlich erwähnte Dorf gehört seit dem 14. September 2016 administrativ zur Landgemeinde Pjadyky im Norden des Rajon Kolomyja.
In der Ortsmitte befindet sich die aus Holz errichtete, orthodoxe Sankt-Michael-Kirche aus dem Jahre 1794.
Die Ortschaft liegt 15 km nordöstlich vom Rajonzentrum Kolomyja und etwa 50 km südöstlich vom Oblastzentrum Iwano-Frankiwsk.